# HMS Commonwealth
Le HMS Commonwealth est un cuirassé britannique de classe King Edward VII lancé en 1903 et armé en 1905. Après la Première Guerre mondiale, il sert de navire-école avant d'être démoli en 1921.